# せきぐちあいみ
せきぐち あいみ（1987年3月4日 - ）は、日本の芸術家でVR/AR/MR/NFT/Metaverseアーティスト・ライブペインターである。経済産業省「Web3.0時代におけるクリエイターエコノミー創出に係る研究会」委員、内閣府知財事務局「メタバース上のコンテンツ等をめぐる新たな法的課題への対応に関する官民連携会議」構成員。2021 Forbes JAPAN 100に選出され、自身のデジタルアートが1300万円で落札された。株式会社MUSOU代表取締役社長。ドバイ首長国政府認定(ドバイ首長国文化庁公認)アーティスト。神奈川県相模原市出身。妹はタレントで婚活アドバイザーの関口美奈子。メディア出演時には「VRアーティスト」として紹介されることが多い。

## 概要
VR空間に3Dのアートを描く、VRアーティストとして活動中。アート制作やライブペインティングのステージ公演を国内や海外（アメリカ、ドイツ、フランス、ロシア、UAE、シンガポール、タイ、マレーシアなど）でも行っている。鳥取砂丘にARで月面都市を浮かべたり、秋田県横手の雪室（かまくら）に龍神を出現させたりしたプロジェクトの仕掛け人。
「VRの可能性」をひとりでも多くの人に伝えるため、日々活動中。2021年3月にはNFTオークションで、自身のNFTアートが約1300万円で落札され、大きな注目を集めた。

## 主な肩書き
- 経済産業省「Web3.0時代におけるクリエイターエコノミー創出に係る研究会」委員[4]
- 内閣府知財事務局「メタバース上のコンテンツ等をめぐる新たな法的課題への対応に関する官民連携会議」構成員[5]
- デジタル庁「マイナポータルハッカソン」特別審査委員[6]
- Forbes Japanが選ぶ今年の日本人の顔「2021 Forbes JAPAN 100」[7]
- 滋慶学園COMグループ - VR教育顧問[8]
- 株式会社MUSOU代表取締役社長[9]
- ドバイ首長国 -ドバイ首長国文化庁公認アーティスト

## 経歴
神奈川県相模原市生まれ。4人姉弟の長女であり、妹はYouTuber・婚活アドバイザーの関口美奈子。
幼少期は絵を描くことが大好きな少女で夢は「絵描きさん」だった。中学に入るとイジメにあい心を閉ざすが、芝居と出会ったことで “人を喜ばせる仕事がしたい”と思うようになる。
2003年（平成15年）東京都立第二商業高等学校情報処理科に入学。インターネット黎明期からホームページ制作、ブログ更新などはじめアーリーアダプターとして発信
2005年（平成17年）高校卒業後、本名の「関口愛美」として芸能界デビュー。女優、歌手活動を経て、2016年（平成28年）3月5日「せきぐちあいみ」に活動名を変更。バーチャルリアリティ（VR）空間に立体のアートを描く「VRアート」の制作やライブパフォーマンスをする「VRアーティスト」として活動を開始。
2017年（平成29年）クラウドファンディングにて世界初のVRアート個展を企画。1日で目標金額を達成し開催。国内や海外にてVRアートの制作やライブパフォーマンスをするようになる。
2021年（令和3年）3月、自身のデジタルアート作品がオークションにて1300万円で落札される
。
2021年（令和3年）9月10日、デジタルアート企画制作販売、アーティストマネージメントを行う「株式会社musou」を設立、代表取締役社長に就任。社名の由来は「"無双" 唯一無二の存在として縦横無尽に“夢想"  夢に見るようなこれまでに無い世界を創っていく」という意味。9月10日にしたのは大安であるのと大好きな祖母の誕生日だったから。
2021年（令和3年）12月、Forbes Japanが選ぶ今年の日本人の顔「2021 Forbes JAPAN 100」にも選出。
2022年（令和4年）8月、経済産業省「Web3.0時代におけるクリエイターエコノミー創出に係る研究会」委員に選出。同年11月、内閣府知財事務局「メタバース上のコンテンツ等をめぐる新たな法的課題への対応に関する官民連携会議」構成員に選出。
2023年（令和5年）5月、アラブ首長国連邦 ドバイモール、モールオブジエミレーツにてVRアートの個展とライブペイントのパフォーマンスを行う。同年12月、ドバイ（文化芸術庁）から高名アーティストとしてゴールデンビザを認定される。
2025年（令和7年）大阪・関西万博にてライブパフォーマンスを披露。同年、特許庁の産業構造審議会知的財産分科会の委員として任命される。

## 人物・逸話
- 祖母好き[9]。
- 先祖は三枝守国[21]。
- 学生時代はいじめられっ子だった。中学3年で芝居と出会い、エンターテインメントの世界で何かを作り、人に届けて、人を喜ばせる仕事がしたいと思うようになった。今でも「人を喜ばせて生きていきたい」という、ただそれだけの気持ちでモノづくりに励んでいる[2]。
- 高校が情報処理科だったこともあってネット黎明期からホームページを作ったり、ブログを更新したりしていた。その後、YouTube、クラウドファンディング、VR（バーチャル・リアリティ）、AR（拡張現実）、MR（複合現実）、NFT（非代替性トークン）、メタバースなど常に時代のアーリーアダプター（早期導入者）として発信している[2][11]。
- 初めてVRの空間で絵を描いたときは、本能が「これだ！」と求めている感じがした。「楽しい。魔法みたい」と童心に戻って夢中になって。最初はうまくできなかったが、練習をして疲れても、もっとやりたいという気持ちが勝った。心と脳が喜んでる感覚があった[11]。
- VRアーティストとしての活動することで「テクノロジーに強い人」と思われがちだが、もともとデジタル領域に詳しいわけではない。直感で可能性があると感じたものはとりあえず試すようにしてきたなかで、なんでも触って、試してみての繰り返しで、現在の活動があるとインタビューで答えている[11]。
- 2021年の始め、海外では数億円のNFTアート市場ができているという話をニュースを見て、すぐにやらなきゃと調べ始めた。2日で一気にNFTについて学習して、NFTアートを作ってNFTオークションに出したところ1,300万円で落札された。その後も同様なアート作品が次々と落札されていくこととなる[2]。
- 日本の庭園や神社、仏閣など思いやりと感謝の気持ちを大切にしている日本の文化、日本の考え方が好き。庭石の置き方、木の生え方、橋のかけ方など、どこから見ても美しい景色を創っている。日本の伝統的な美的感覚は空間を大切にしていると考える。テクノロジーの力では勝てない自然の力をリスペクトしている。作品のモチーフともなっていたり、VR空間をつくるうえですごく参考にしている[11]。
- 平安時代に書かれた日本最古の庭園書『作庭記』を読んで感銘を受けた。VRアートを制作する際、参考にしている[3]。
- 葛飾北斎、プリンセス天功、水森亜土が好きで影響を受けた[3]。
- 身長167cm、スリーサイズB85・W61・H88、足のサイズ24.5cm。血液型はA型[22]。
- まだアイドル活動を始める前の2005年頃、首都圏で平日ラッシュ時への女性専用車両が導入された当日、京王八王子駅構内にてテレビ局の行った街頭インタビューを偶然受け「今日から女性専用車両がはじまりましたがどこに乗りますか？」 と聞かれた際「私は特にどこでもいいです」と答えた。その後ネットミームとして話題となった[23]。

## VRに関する言及
- 祖母好きなせきぐちは自身の体験からVR介護、VR福祉を推進するアイデアを思いつく[24][25]。
- 友人の結婚式をVR結婚式で出席したことがある。ブーケトスの瞬間が異様に盛り上がったという[26]。
- VR出会い系サイトは声質が大切であり、モテるにはボイスチェンジャーの利用も大事であるという[26]。
- VRの可能性を描いた映画『竜とそばかすの姫』の世界は、現在のVRの技術ではほとんど現実に出来得ると言及[26]。
- VR初心者にはMetaが発売している「Meta Quest2」が4～5万円で手に入りオススメと話す。せきぐち自身はハイスペックなゲーミングPCや「Meta Quest Pro」を用いている[26]。
- 男性用VR風俗を利用したことがある。その際、ペニスの大きさを選べたり、両性具有のシチュエーションもありトライしたとYouTubeで話している[26]。

## 主な作品
- VRソフト「TiltBrush（Google）」内アート制作（2016年）[27]
- SonyDigitalEntertainment VR Gallery アート制作（2016年）
- TechCrunchTokyo2016@（2016年12月・渋谷ヒカリエ）
- SVVR（2017年2月・アメリカ シリコンバレー） - ライブパフォーマンス
- コカ・コーラ社・Fanta Event（2017年6月・タイ バンコク) - アート制作、ライブパフォーマンス[28]
- CoolerLumpur（2017年8月・マレーシア クアラルンプール） - ライブパフォーマンス[29]
- Philips innovative design for better life（2017年9月・表参道SO-CAL LINK GALLEARY）[30]
- 日テレクリエイティブテクノロジーラボ（2018年3月・日本テレビ本社）[31]
- HANNOVER MESSE2018（2018年4月・ドイツ） - ライブパフォーマンス[32]
- Hulu「にじいろだいすけっち♪」(番組オープニング映像・2019年制作)[33]
- WorldSkillsKazan（国際技能五輪）2019 Closing Ceremony（2019年8月・ロシア カザン） - ライブパフォーマンス
- CES 2020（2020年1月・ラスベガス） - ライブパフォーマンス[34]
- GITEX 2019,2022 (ドバイ) - ライブパフォーマンス[35]
- Prada Invites（2019年4月・PRADA BOUTIQUE AOYAMA） - ライブパフォーマンス、VRコンテンツ制作[36]
- SK-II VR ArtWork（OMOTESANDO HILLS） - ライブパフォーマンス、VRコンテンツ制作[37]
- FIAT500X誕生記念イベント（2022年）[38]
- AKB48、最近聞いた?〜一緒になんかやってみませんか?〜（2022年） - ひろゆこデザイン

## 出演

### テレビ
- 「おはスタ」(テレビ東京) - 最新VRアート[39] - 火曜日レギュラー（2025年4月～ ）
- 「天才てれびくん」（NHK Eテレ） - VR実演[40]
- 「世界まる見え!テレビ特捜部」（日本テレビ） - VR実演[39]
- 「マツコ会議」 (日本テレビ) - ゲスト出演[39]
- 「スクール革命！」（日本テレビ）[39]
- 「ヒルナンデス！」（日本テレビ）[39]
- 「映像ビックリエイター★ロバート秋山と7人の異色作家が定番動画を激変!」（日本テレビ） - VR実演[39]
- 「NFTオークション・デジセリ」（日本テレビ）[39]
- 「王様のブランチ」（TBSテレビ）[41]
- 「ラヴィット！」（TBSテレビ）[39]
- 「GoNEXT-未来へ駆けぬける-」（TBSテレビ）[39]
- 「所JAPAN」（フジテレビ) - 最先端VRアート特集[39]
- 「モーニングバード」（テレビ朝日）
- 「くりぃむZONE」（テレビ朝日） - 上田&有田&本田翼を面白がらせたらお年玉[39]
- 「ワールドビジネスサテライト」（テレビ東京系列）[39]
- 「乃木坂工事中」（テレビ東京） - VRアート講師[39]
- 「深夜に発見!新shock感～一度おためしください～ 」（テレビ東京）[39]
- 「東京交差点「VR(仮想現実)」（テレビ東京）[39]
- 「モーニングCROSS」（TOKYO MX） - ※ レギュラーリポーター[42]
- 「ワケあり!レッドゾーン」（読売テレビ） - VR実演[39]
- 「怪談のシーハナ聞かせてよ。」（CSエンタメ〜テレ） - ※ レギュラーアシスタント[43]
- 「北山宏光NEW WORLD」（BSフジ） - VRアート講師[44]

### インターネット放送
- 「ABEMA Prime」(ABEMA)[45]
- 「日経テレ東大学」（YouTube） - ひろゆきと対談  ※ https://www.youtube.com/watch?v=Tx_w8vJxoJI
- 「ReHacQ−リハック−」（YouTube）  ※ https://www.youtube.com/watch?v=isO28SZ9giQ

### ラジオ
- 「せきぐちあいみのVirtual Radio」（南海放送ほかでネット、2019年4月6日 - [46]）  ※ https://www.youtube.com/watch?v=1F1JmAnrfbg
- 「Fnamスペシャルねんりんラジオ ねんりんピックwith せきぐちあいみ」（南海放送、2023年10月29日[47]）
- 「Smile mix」ゲスト（南海放送、2025年1月25日）

### CM
- クリーク･アンド･リバー社 C&R Creative Studios「キューブ編」（2022年2月1日 - ）[48]

### WEB
- ASCII.jp「せきぐちあいみのVR特捜最前線」 - ※ 連載[49]
- 美人時計 埼玉版

### 雑誌
- Iolite（アイオライト） - ※ 表紙[50]

### イベント
- 「Apple Vision Proアプリ開発入門」発売記念イベント（2024年9月6日）Spatial Paintライブパフォーマンス

## 女優・歌手活動時代

### 舞台
- 羽原大介主宰「新宿芸能社（現昭和芸能舎）」公演多数
- 「いれずみベービー」公演 多数
- 関口愛美一人芝居　他

### 音楽活動
※ダンスボーカルユニット「PLIME」としての活動はPLIMEの項を参照。
シングル
- 「Shining days」（2008年6月25日; PLIME 名義）（Happy Music Records）
- 「Re:サヨナラ」（2010年6月16日; Re:mic 名義）（ジェイプレジデント）
- 「SAKASAMA/FLOWER」（2013年11月27日; 関口愛美 名義）（AIMI）

アルバム
- 「オマスガイダンス」（2010年4月21日）（rhythm zone）

### WEB・その他
- どるばこ File No.179
- 劇団スカッシュ 俺達のロックンロール2 〜ケモノノミチ〜
- 関口愛美のHentai番付(2014年6月-2016年) 、ニコジョッキー）
- 大怪獣グララ(2014年、Youtube)
- 紺屋高尾(2015年、YouTube Space 時代劇 with 東映太秦映画村)
- 夢が私を殺しに来る『猿夢』ゲスト・関口愛美【コメント映像化ホラー企画】(CLOVERFILMS)
- YouTuber Blokus Special Tournament[51]
- 妖侍　あやかしザムライ（2015年、YouTube） -  お角（ショウギ・ワイフ） 役[52]
- 【WBC直前】第一回YouTuber野球大会　〜第二回の開催も決定！（2200年TV）[53]
- LIVE EVENT第三回 あきみんの、恋からPLUS
- まなび戦隊オシエルンジャーショー、ムリー役(アリオ橋本開催イベントより)

### 雑誌
- SPA!（「どるばこ」グラビア）